# Andrew Kasarskis
 (février 2023).
Andrew Kasarskis, né le 2 novembre 1972 à Madison, est un biologiste américain. Il est Chief Data Officer (CDO) chez Sema4. Il était auparavant CDO et vice-président exécutif (EVP) du Mount Sinai Health System à New York et, avant cela, vice-président du département de génétique et des sciences génomiques et codirecteur de l'Icahn Institute for Genomics and Multiscale Biology. à l'école de médecine Icahn du mont Sinaï. Andrew Kasarskis est connu pour avoir adopté une approche de la biologie basée sur le réseau et pour avoir dirigé la première classe de faculté de médecine offrant aux étudiants la possibilité de séquencer et d'analyser entièrement leurs propres génomes.

## Jeunesse et éducation
Andrew Kasarskis obtient un baccalauréat en chimie et en biologie à l' Université du Kentucky en 1992. En 1998, il termine son doctorat en biologie moléculaire et cellulaire à l'Université de Californie, Berkeley, sous la direction de Kathryn Anderson.

## Carrière et recherche
Tout au long de sa carrière dans l'industrie et le milieu universitaire, ses recherches se sont concentrées sur l'utilisation des données génétiques et génomiques ainsi que sur le calcul haute performance et les outils analytiques avancés pour répondre aux besoins biomédicaux et améliorer le traitement clinique.
Après avoir terminé son doctorat en 1998, Andrew Kasarskis  travaille à l'Université de Stanford pendant deux ans, contribuant au développement de diverses bases de données génomiques. En 2000, il entre dans l'industrie, travaillant en biologie computationnelle chez DoubleTwist et plus tard chez Rosetta Inpharmatics (acquis par Merck Research Laboratories). Son travail là-bas se concentre  sur la génération et l'exploration d'ensembles de données biologiques complexes et sur l'utilisation de ces informations pour construire, prédire et modéliser des maladies humaines. Kasarskis a également travaillé pour Sage Bionetworks et Pacific Biosciences avant de retourner dans le milieu universitaire.
En 2011, il devient vice-président du département de génétique et des sciences génomiques de l'école de médecine Icahn du mont Sinaï et codirecteur, avec Eric Schadt, de l'Institut Icahn de génomique et de biologie multi-échelles, où les recherches de Kasarskis se concentrent sur l'amélioration des résultats en matière de santé grâce à une meilleure exploration des données, et son programme de recherche comprend la surveillance des agents pathogènes basée sur le séquençage ; pharmacogénomique; dossiers de santé électroniques; et la biologie systémique du sommeil, du comportement et du stress. En 2019, il est nommé directeur des données et vice-président exécutif du Mount Sinai Health System, où il dirige les efforts visant à améliorer l'infrastructure des données cliniques et à exploiter les données pour améliorer les résultats des patients tout en accélérant la recherche et l'innovation,.
Andrew Kasarskis est connu pour avoir dirigé le premier cours d'études supérieures qui a permis aux étudiants en médecine et au doctorat de séquencer et d'analyser entièrement leurs propres génomes, avec les co-instructeurs Michael Linderman, George Diaz, Ali Bashir et Randi Zinberg. Il a déclaré que des cours comme celui-ci seront essentiels pour former des équipes de personnes capables d'effectuer ce type d'analyse dans un cadre médical. Il a choisi le séquençage de génome complet car il s'attend à ce que le séquençage plus limité de l'exome ne soit pas une approche technologique pertinente à long terme.
Il a appelé à des améliorations des protocoles de consentement éclairé dans la recherche sur les patients sur la base du concept selon lequel les études impliquant l'ADN ne peuvent pas être totalement anonymes. Il a été cité dans la revue Nature en disant : « Nous devons aller au-delà de l'hypothèse selon laquelle vous ne pouvez pas être identifié à partir des données qui existent à votre sujet et travailler vraiment pour nous assurer que nous protégeons les droits des personnes de manière à nous permettre d'utiliser les données qui sont là pour le bénéfice des individus et des chercheurs ».
En 2019, il rejoint une étude collaborative de cinq ans avec Mount Sinai Health System, Sanofi et Sema4, visant à fournir des informations sur les mécanismes biologiques de l'asthme en utilisant divers ensembles de données telles que des données cliniques, génomiques, environnementales immunologiques et des données de capteurs de dispositifs pour effectuer une modélisation réseau poussée de la maladie. Il rapporte que la compréhension de la base moléculaire des sous-types cliniques d'asthme dans l'étude permettrait une meilleure gestion de l'asthme et pourrait permettre de découvrir de nouveaux traitements pour cette maladie.
En 2020, le programme de surveillance des agents pathogènes moléculaires qu'il avait mis en place avec le Dr Harm van Bakel et d'autres du Mount Sinai Health System a clairement démontré que le SARS-CoV-2, le virus responsable du COVID-19, a été introduit dans la région métropolitaine de New York et non en provenance d'Asie mais principalement d'Europe, avec une certaine contribution d'autres régions des États-Unis. Le document de recherche qui a suivi a été publié dans la revue Science.

## Publications sélectionnées

### Pharmacogénomique
- (en) Catherine C. Smith, Qi Wang, Chen-Shan Chin et Sara Salerno, « Validation of ITD mutations in FLT3 as a therapeutic target in human acute myeloid leukaemia », Nature, vol. 485, no 7397,‎ 2012, p. 260–263 (PMID 22504184, PMCID 3390926, DOI 10.1038/nature11016, Bibcode 2012Natur.485..260S)
- (en) Andrew Kasarskis, Xia Yang et Eric Schadt, « Integrative genomics strategies to elucidate the complexity of drug response », Pharmacogenomics, vol. 12, no 12,‎ 2011, p. 1695–1715 (PMID 22118053, DOI 10.2217/pgs.11.115)
- (en) Amy S. Gargis, Lisa Kalman, Meredith W. Berry et David P. Bick, « Assuring the quality of next-generation sequencing in clinical laboratory practice », Nature Biotechnology, vol. 30, no 11,‎ 2012, p. 1033–1036 (PMID 23138292, PMCID 3827024, DOI 10.1038/nbt.2403)

### Agents pathogènes
- (en) Ana S. Gonzalez-Reiche, « Introductions and early spread of SARS-CoV-2 in the New York City area », Science, vol. 369, no 6501,‎ 17 juillet 2020, p. 297–301 (PMID 32471856, PMCID 7259823, DOI 10.1126/science.abc1917, Bibcode 2020Sci...369..297G)
- (en) Kieran Chacko, Harm Van Bakel, Mitchell Sullivan et Andrew Chacko, « Genetic Basis of Emerging Vancomycin, Linezolid, and Daptomycin Heteroresistance in a Case of Persistent Enterococcus faecium Bacteremia. », Antimicrob Agents Chemother, vol. 62, no 4,‎ 27 mars 2018 (PMID 29339387, PMCID 5913925, DOI 10.1128/AAC.02007-17)
- (en) Theodore R. Pak et Andrew Kasarskis, « How next-generation sequencing and multiscale data analysis will transform infectious disease management », Clinical Infectious Diseases, vol. 61, no 11,‎ 1er décembre 2015, p. 1695–1702 (ISSN 1537-6591, PMID 26251049, PMCID 4643486, DOI 10.1093/cid/civ670)
- (en) Theodore R. Pak, Kieran I. Chacko, Timothy O'Donnell et Shirish S. Huprikar, « Estimating Local Costs Associated With Clostridium difficile Infection Using Machine Learning and Electronic Medical Records », Infection Control and Hospital Epidemiology, vol. 38, no 12,‎ décembre 2017, p. 1478–1486 (ISSN 1559-6834, PMID 29103378, PMCID 5923033, DOI 10.1017/ice.2017.214)
- (en) David A. Rasko, Dale R. Webster, Jason W. Sahl et Ali Bashir, « Origins of the E. coli Strain Causing an Outbreak of Hemolytic–Uremic Syndrome in Germany », New England Journal of Medicine, vol. 365, no 8,‎ 2011, p. 709–717 (PMID 21793740, PMCID 3168948, DOI 10.1056/NEJMoa1106920)
- (en) Chen-Shan Chin, Jon Sorenson, Jason B. Harris et William P. Robins, « The origin of the Haitian cholera outbreak strain », New England Journal of Medicine, vol. 364, no 1,‎ 2011, p. 33–42 (PMID 21142692, PMCID 3030187, DOI 10.1056/NEJMoa1012928)

### Maladies complexes
- (en) Joseph R. Scarpa, Peng Jiang, Bojan Losic et Ben Readhead, « Systems Genetic Analyses Highlight a TGFβ-FOXO3 Dependent Striatal Astrocyte Network Conserved across Species and Associated with Stress, Sleep, and Huntington's Disease », PLOS Genetics, vol. 12, no 7,‎ juillet 2016, e1006137 (ISSN 1553-7404, PMID 27390852, PMCID 4938493, DOI 10.1371/journal.pgen.1006137)
- (en) Daniela Michlmayr, Theodore R. Pak, Adeeb H. Rahman et El-Ad David Amir, « Comprehensive innate immune profiling of chikungunya virus infection in pediatric cases », Molecular Systems Biology, vol. 14, no 8,‎ 27 août 2018, e7862 (ISSN 1744-4292, PMID 30150281, PMCID 6110311, DOI 10.15252/msb.20177862)
- (en) JI Brunner, AL Gotter, J Millstein et S Garson, « Pharmacological validation of candidate causal sleep genes identified in an N2 cross », Journal of Neurogenetics, vol. 25, no 4,‎ 2011, p. 167–81 (PMID 22091728, PMCID 3568991, DOI 10.3109/01677063.2011.628426)